# 上海对外经贸大学
上海对外经贸大学（英語：Shanghai University of International Business and Economics），官方简称上经贸大，一般简称上外贸，原上海对外贸易学院（简称外贸学院或贸院），2013年更为现名。它是华东地区唯一的一所涉外商科大学，致力于培养国际经贸人才。学校原为中国对外贸易经济合作部直属高校，1994年划转由上海市人民政府领导。为世界首批、中国首家WTO讲席院校。 截至2024年3月，上海对外经贸大学占地面积约67万平方米，设有长宁校区、松江校区、闵行校区3个校区，开设20个二级单位（学院/研究院）、35个本科专业，拥有学生公寓、图文信息大楼、学思楼等设施， 有着在校生14000余人、教职员工1500余人，其中专任教师近900人。此外，学校还有着1个博士后流动站、1个一级学科博士点、6个二级学科博士点、7个一级学科硕士点、41个二级学科硕士点、13个硕士专业学位类别以及2个上海市重点学科、2个上海高校高峰高原学科、5个上海市教育委员会重点学科。

## 文化传统

### 校标
上外贸校标以展开的书籍和知识门为主体构型，基本色调为蓝色，寓意学校海纳百川，博大包容；校标采用中英文同时标识，正上方的中文校名取自毛泽东书法字体；知识门寓意学术为魂，学无止境；“1960”字样表明学校的建校时间；展开的书籍象征学校的发展历程；海鸥图案寓意师生在知识的海洋中翱翔，上外贸在未来的征程上腾飞。

### 校训
上海对外经贸大学校训为“诚信、宽容、博学、务实”，涵盖了“立德、修身、治学、做事”四个方面，既反映了学校的办学传统，也展示了学校的精神面貌。
释义：
“诚信”，即诚实守信，是一种操守，人以诚信立身。
“宽容”，即宽厚包容，是一种修养，人以宽容待人。
“博学”即博采笃学，是一种境界，人以博学正业。
“务实”即务本求实，是一种精神，人以务实做事。

### 办学理念
以学生为本、以学术为魂。

### 校旗
上外贸校旗由校徽和中英文全称标准字体(横式)组成，旗面为蓝色和白色两款，长宽比例为3:2。蓝白相间，是蓝天白云的写意化表征，代表学术天空的理性与纯洁。蓝色旗面以学校主色调为基本色，主要用于校级层面，白色旗面主要用于校级以下层面。

### 徽章
上外贸徽章分为校徽款和中英文全称标准字体（横式）款，校徽款标准尺寸为，直径30mm圆形；中英文全称标准字体（横式）款，标准尺寸为长60mm、宽12mm长方形。学校徽章分为红色、蓝色和金色。红色用于教师，蓝色用于学生，金色主要用于对外交流。

## 校史
- 1960年，外贸部在全国对外贸易系统人事工作北京会议上，根据上海的实际情况，决定创办一所对外贸易学院以求在短期内培养一批优秀的外贸干部。市委教卫部同意在常熟路外贸子弟中学增挂“上海外贸学院预科”校牌。同年，市教委教卫同意在上海外国语学院外贸外语系的基础上成立上海对外贸易学院，并将上海外语学院外贸外语系正式并入上海对外贸易学院。[6][7]
- 1962年，党委书记、院长谭守贵在毕业典礼上宣布上海对外贸易学院停办，并入上海外国语学院。因三年经济困难，上海市高教局和上海市外贸局发文正式下达指示同意外贸学院正式撤销。[8][9]
- 1964年，由于国民经济开始出现全面好转的局面并且外贸任务有所增加。国务院正式批准上海对外贸易学院复校。[10]
- 1965年，外贸部政治部、组织部同意上海海关学校党和行政领导关系划归为上海对外贸易学院。[11]
- 1969年，外贸部党组决定将上海对外贸易学院和上海海关学校下放地方管辖。[12]
- 1972年，全国教育工作会议决定调整院系，上海对外贸易学院名列其中，自4月起停办，并且并入上海外国语学院。[13]
- 1978年，外贸部决定恢复上海对外贸易学院。[14]
- 1979年，举行上海外贸学院复校暨开学典礼。市外贸局同意上海对外贸易学院设置外贸外语系和外贸经济系。[15]
- 1980年，国务院正式批准上海外贸学院恢复。校务会议研究确定10月11日为上海对外贸易学院校庆日。[16]
- 1982年，国务院学位委员会、教育部下达通知批准上海对外贸易学院为首批有权授予学士学位的高等院校。[17]
- 1994年，外经贸部决定将上海外贸学院划归上海市人民政府管理。[18]
- 2012年，外贸学院申请更名为上海对外经贸大学。[19][20]
- 2013年，教育部同意上海对外贸易学院更名为上海对外经贸大学，同时撤销上海对外贸易学院的建制。[21][22]
- 2016年，上海对外经贸大学与松江区政府签署了合作办学协议，并成为了中国-中东欧国家高校联合会发起单位。[23]
- 2017年，学校成立了中国首家贸易谈判学院。[24]
- 2018年，学校入选了上海高等学校一流本科建设引领计划首批入选项目名单。[25]
- 2019年，学校获批WTO全球7个培训伙伴中在中国内地设立的唯一区域培训合作伙伴（WTO亚太培训中心）。[26]
- 2020年，学校成功入选了教育部“高层次国际化人才培养创新实践基地”首批建设高校。在软科中国财经类大学排行榜中，上海对外经贸大学位列中国第10名。[27]
- 2021年，经国务院学位委员会批准，成为博士学位授予单位，应用经济学成为一级学科博士学位授予点。[26]
- 2022年，学校入选了上海市重点建设的高水平地方高校。同年，上海对外经贸大学加入了长三角新商科教育联盟。[28]
- 2023年，上海对外经贸大学获批应用经济学博士后流动站，后正式签约加入“沪校苏企联盟”。[29]
- 2024年，成立国际组织学院，该学院是国内首家本硕博一体化培养的实体学院，致力于培养具有全球胜任力的国际组织人才。
- 2025年，上海对外经贸大学国际公共采购与可持续发展研究院揭牌成立。[30]

## 历任校长
| 任别 | 姓名   | 任期                 | 注释                                               |
| ---- | ------ | -------------------- | -------------------------------------------------- |
| 1    | 谭守贵 | 1960年3月-1962年12月 | 1962年12月，因三年经济困难停办，并入上海外国语学院 |
| 2    | 齐维礼 | 1964年9月-1972年4月  | 1972年4月，上海对外贸易学院撤校                    |
| 3    | 贾振之 | 1981年5月-1984年2月  | 1981年5月，市委宣布复校后首届校领导名单            |
| 4    | 傅嘉范 | 1984年2月-1986年1月  |                                                    |
| 5    | 王钟武 | 1986年7月-1992年1月  |                                                    |
| 6    | 封福海 | 1992年1月-1995年12月 |                                                    |
| 7    | 王新奎 | 1995年12月-2009年8月 |                                                    |
| 8    | 孙海鸣 | 2009年9月-2017年5月  |                                                    |
| 9    | 朱国宏 | 2017年5月-2019年4月  | 2010年12月至2017年5月任上海商学院院长              |
| 10   | 汪荣明 | 2019年5月-至今       |                                                    |
|      | 裘劭恒 | 1984年1月-2009年9月  | 名誉校长，2009年离世                               |

## 学校荣誉
上外贸在中国恢复关税与贸易总协定与加入世界贸易组织的工作中做出过积极的贡献。学校发起成立了“关贸总协定上海研究中心”、“世界贸易组织上海研究中心”、“世贸组织贸易政策审议中心”、“WTO争端解决机制研究中心”等机构。
2009年，学校成功入围世界贸易组织首批教席院校名单。张磊教授成为首批WTO教席主持人，成为由WTO秘书处培养的12名国际学术带头人之一。

## 校园

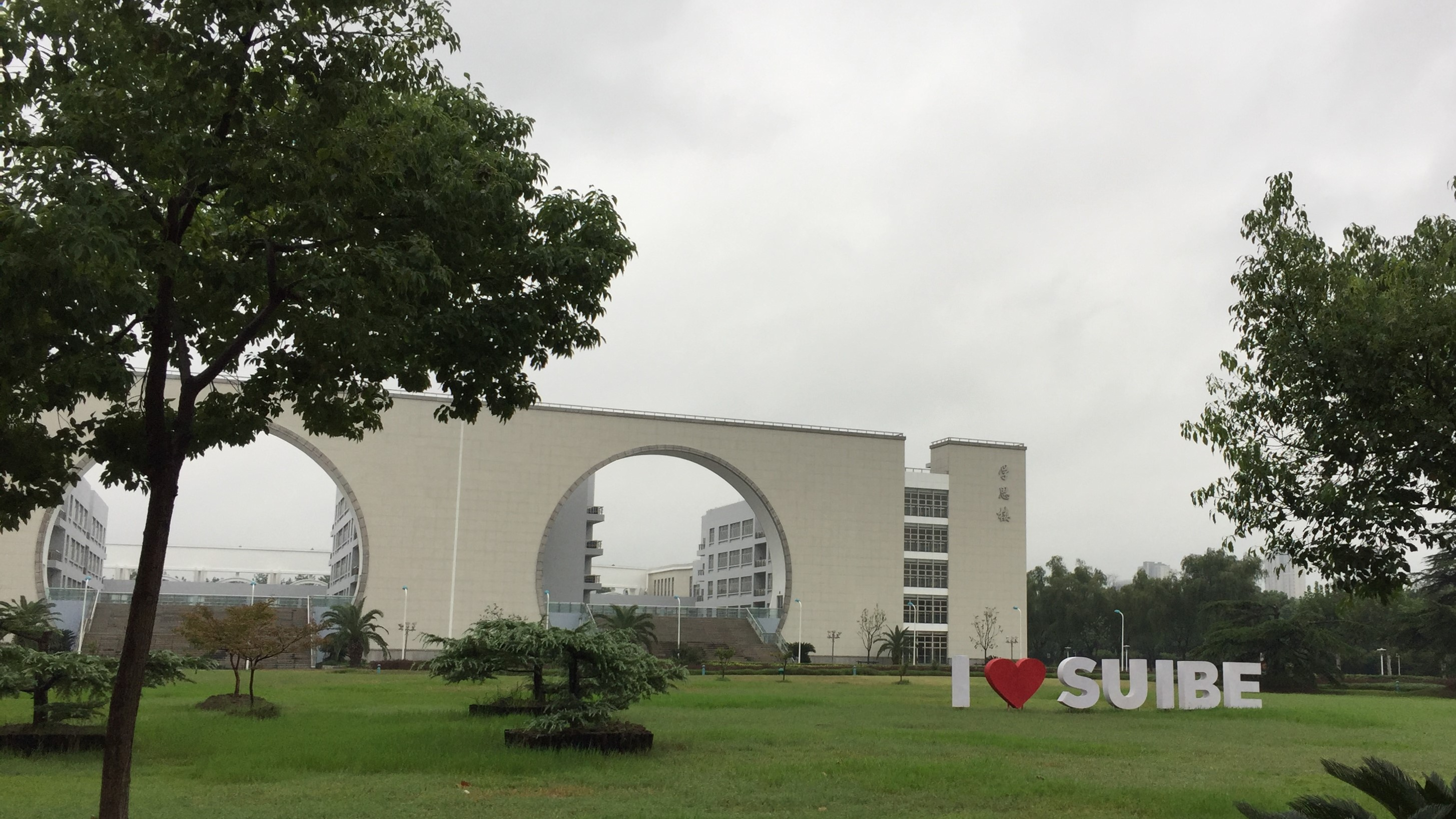
上外贸松江校区

### 古北校区

#### 概况
古北校区（长宁校区）位于上海市长宁区古北路620号，毗邻虹桥开发区。古北校区有90年代新建的五层五千多平方米的图书馆，包括视听中心；电化教育馆，包括演播室、语言实验室、多媒体计算机教室、闭路电视系统和卫星地面接收系统；有与上海市教育委员会共同投资建设的仿真模拟的经贸类文科实习基地--上海高校国际商务实习中心；还有专家楼、留学生楼、体育馆、室内健身房。

#### 图书馆
古北校区图书馆设有综合阅览室、中外文书库，共有阅览座位1374座。

##### 开放时间
| 室名及室号          | 周一至周五             | 周六                   |
| ------------------- | ---------------------- | ---------------------- |
| 综合阅览室（201室） | 8:15—11:30\12:30—16:30 | 8:00—11:30\12:30—16:30 |
| 外借处（109室）     | 8:15—11:30\12:30—16:30 | 不开放                 |

### 松江校区

#### 概况
松江校区地处松江大学城，位于上海市松江区文翔路1900号，邮编201620。截至2024年，学校占地共约1000亩，为学校所有本科新生入学后就读的校区。校内教育用房10多万平方米，由18个单体建筑组成。主要教育设施有教学楼四幢，建筑面积合计为26000平方米，共有各类教室120间。其中120座电脑教室8间、96座语音教室4间、48座语音教室6间、另有三个230座语音教室。语音信息中心大楼为五层建筑，总面积28000平方米，底层为书库，二层为图书馆，三层为语音中心，内设有多功能厅、点播室、同传模拟训练室等，四层为商务实习中心、计算机房、网络中心机房、多媒体课件开发、软件开发中心等，五层为大、小报告厅。体育教学区有：建筑面积5000平方米的体育馆，包括操场、健身房、体操房以及乒乓球、羽毛球、篮球、排球场等。

#### 图书馆
松江校区图书馆周开放时间为96小时，与古北校区之间可进行通借通还服务。松江校区图书馆设有14个阅览室，分别为经济阅览室、法学阅览室、外文书刊阅览室、社科阅览室、现刊阅览室、电子阅览室、考试阅览室、教师研究生研修室、教材参考阅览室、5个二级学院资料室。

##### 开放时间
| 室名及室号                | 周一至周五             | 周六／周日             |
| ------------------------- | ---------------------- | ---------------------- |
| 社科阅览室（211室）       | 8:15—22:00             | 8:15—22:00／周日不开放 |
| 经济阅览室（213室）       | 8:15—22:00             | 8:15—22:00／周六不开放 |
| 外文书刊阅览室（218室）   | 8:15—16:30             | 不开放                 |
| 现刊阅览室（203室）       | 9:00—22:00             | 8:30—11:30/12:30—16:30 |
| 法学阅览室（205室）       | 9:00—22:00             | 8:30—11:30/12:30—16:30 |
| 电子阅览室（201室）       | 9:00—22:00             | 8:30—11:30/12:30—16:30 |
| 考试阅览室（222室）       | 8:15—11:30/12:30—16:30 | 不开放                 |
| 教材参考阅览室（224室）   | 8:15—11:30/12:30—16:30 | 不开放                 |
| 教师研究生研修室（226室） | 9:00—11:30/12:30—22:00 | 8:30—11:30/12:30—16:30 |
| 经贸学院资料室（B111室）  | 8:15—11:30/12:30—16:30 | 不开放                 |
| 法学院资料室（B110室）    | 8:15—11:30/12:30—16:30 | 不开放                 |
| 外语学院资料室（D104室）  | 8:15—11:30/12:30—16:30 | 不开放                 |
| 金融学院资料室（D105室）  | 8:15—11:30/12:30—16:30 | 不开放                 |
| 基础部资料室（D107室）    | 8:15—11:30/12:30—16:30 | 不开放                 |
| 寄包室（207室）           | 8:15—22:00             | 8:15—22:00／周六不开放 |
| 外借处（129室）           | 8:15—16:30             | 8:30—11:30/12:30—16:30 |
| 新书库（105室）           | 8:15—16:30             | 不开放                 |

### 闵行校区
闵行校区位于上海市闵行区漕宝路3349号，邮政编码201100。

## 学校机构

### 院系设置
| - 国际经贸学院（页面存档备份，存于） - 国际经济与贸易专业（页面存档备份，存于） - 经济学专业(国际投资方向) - 电子商务专业 - 物流管理专业 - 国际商务专业（页面存档备份，存于） - 国际贸易大专 - 物流管理与电子商务系（页面存档备份，存于） - 国际商务外语学院（页面存档备份，存于） - 英语 - 商务英语 - 英语（国际商务英语方向，中英合作） - 日语（商务日语方向） - 法语（商务法语方向） - 新闻学（经济新闻报道方向） - 汉语国际教育（商务汉语方向） - 金融管理 - 金融学系 - 财务管理系 - 金融工程系 - 保险学系 - 法学院（页面存档备份，存于） - 法学（国际经济法方向） - 法学（商法方向） - 行政管理 - 国际政治 - 工商管理学院（页面存档备份，存于） - 工商管理（国际企业管理方向） - 市场营销（国际营销方向） - 人力资源管理（国际人力资源管理方向） - 文化产业管理 - 会计学院（页面存档备份，存于） - 会计学（国际会计方向） - 会计学（注册会计师方向） - 会展与旅游学院（页面存档备份，存于） - 会展经济与管理（中德合作） - 旅游管理 - 统计信息学院（页面存档备份，存于） - 应用统计学 - 经济统计学 - 信息管理与信息系统 - 国际交流学院（页面存档备份，存于） - 国际与继续教育学院（页面存档备份，存于） - 马克思主义学院 - WTO研究教育学院 - 体育部 |

## 杰出校友
| #  | 姓名   | 简介 |
| -- | ------ | --- |
| 1  | 周汉民 | 82届校友，浙江镇海人。 为上海市政协副主席、上海世博会执委会副主任、法学家。                                                                         |
| 2  | 林少骏 | 83届校友，为苏州金澄经济技术研究发展有限公司总经理。 荣获过第六届中国时代新闻人物、和谐中国2009年度十大功勋人物、中央党校全国新农村十大致富带头人。 |
| 3  | 卢先堃 | 93届校友，毕业于经济系。 为日内瓦策科咨询中心执行董事、“国际贸易发展和经济治理咨询中心”副主任。                                                     |
| 4  | 陈炳煌 | 65届校友，出生于印度尼西亚的美籍华人。 为香港欧达诗国际贸易有限公司董事总经理，加拿大钾肥公司对华贸易全权代表。                                     |
| 5  | 刘绥芝 | 68届校友，毕业于外语系。 为江苏弘业国际集团董事长。                                                                                                 |
| 6  | 叶坚   | 68届校友，毕业于经济系英语专业。 曾担任江苏省对外经济贸易合作厅厅长。                                                                               |
| 7  | 顾鸣超 | 68届校友，毕业于经济系英语专业。 为交通银行股份有限公司独立非执行董事。                                                                             |
| 8  | 郭剑锋 | 87届校友，毕业于国际贸易系。 为上海跃龙洋船舶贸易有限公司董事长。                                                                                   |
| 9  | 袁嘉隆 | 88届校友，毕业于国际贸易系。 为上海东友公司总经理。                                                                                                 |
| 10 | 季残月 | 90届校友，毕业于经济系。后赴德国留学，主修市场营销。 为米技国际控股有限公司的创办人及行政总裁。 荣获2023年上海市“白玉兰纪念奖”。                    |
| 11 | 孔晓红 | 93届校友，毕业于经济系。 旅行箱包品牌“UTC行家”创始人。                                                                                              |
| 12 | 陈利民 | 95届校友，毕业于经济系。 为南泰瀚隆君霖企业集团陈利民董事长。                                                                                       |
| 13 | 王浩宇 | 01届校友，毕业于外语学院英语专业。2018年获得伦敦商学院EMBA学位。 于2015年升为英国毕马威历史上首位华人合伙人。                                       |
| 14 | 费文龙 | 06届校友，毕业于金融学（中加合作）专业。2007年获得伦敦政治经济学院硕士研究生双学位。 现为高盛集团董事总经理，曾先后任职于摩根士丹利和摩根大通。     |
| 15 | 陈粒   | 13届校友，毕业于行政管理专业。 中国民谣女歌手、独立音乐人、唱作人，前空想家乐队主唱。                                                               |

## 学生组织
上经贸大学生组织主要有各级学生会、校团委下属学生职能部门以及三大中心等。
2005年10月11日，在建校45周年之际，学校通过学生招标形式筹备成立了三大中心，学生服务中心、学生自励中心和学生创业中心。时任市科教党委书记李宣海、市教委主任张伟江为“中心”揭牌。

## 争议事件

### 合并改名风波
2018年1月底，有传言称上海对外经贸大学将与上海商学院合并并改名，引发上海对外经贸大学学生不满。
反对合并的学生认为：第一，两校实力差距悬殊，不宜合并。上海对外经贸大学的高考录取分数在各省都很高，在华东地区的高就业率和薪资待遇也一直是其优势所在，与商学院不属于一个梯队。一旦合并后在就业市场上，企业可能将上外贸与商学院学生一并筛除。第二，上海市政府与学校在决定合并前并未征求师生及家长意见，信息与流程缺乏透明性。
而上海对外经贸大学党委学生工作部则认为：“两校合并是为了更好地整合优势学科专业资源，提升人才培养层次和办学水平，建设高水平、国际化、特色鲜明的应用研究型财经类大学。”上海对外经贸大学信访办工作人员告诉经济观察网记者，两校合并是上海市教委的决策意见，合并将有利于上外贸扩大规模、做大做强，并且有利于学校从市教委处争取更多的办学经费，改善硬件设施。